# Gueto (banda)
Gueto é um grupo de rock brasileiro que surgiu em 1986 com os integrantes Julio Cesar (vocal), Edson X (bateria), Marcola (baixo) e Márcio (guitarra), sendo um dos primeiros grupos a misturar rock e hip hop no Brasil.

## História
Formado em 1986 na Zona Norte de São Paulo, o grupo teve seu primeiro registro fonográfico ao lado das bandas NAU, Vultos e 365 na coletânea Não São Paulo II, lançada em 1987 pelo selo Baratos Afins do lendário produtor Luiz Calanca. Ainda nesse mesmo ano lançou seu primeiro álbum Estação Primeira pela Warner Music Brasil, sendo que as músicas G.U.E.T.O, Borboleta Psicodélica e A Mesma Dor foram destaque na programação das rádios da época e chamaram a atenção pela mistura de rock, samba, soul e rap.
Após o sucesso do primeiro álbum e diversas turnês o grupo lançou E Agora pra Dançar? em 1989, ainda pela Warner Music Brasil e tendo como principal sucesso a faixa Você sabe bem. Juntou-se ao grupo o tecladista Waldyr.
Em 1993, o vocalista Julio Cesar deixou o grupo e foi substituído por Tom Neto. Outra mudança foi a grafia do nome do grupo, que passou a ser Guetho. Com essa formação lançaram Tremeterra em 1997. Em 1999 o grupo se separou, sendo que em 2004 fizeram um show no Sesc Ipiranga e uma apresentação em uma festa particular no Centro Cultural Rio Verde.

### Retorno
Em 11 de abril de 2014 o Sesc Belenzinho recebeu a formação original do grupo para seu primeiro show de retorno às atividades. Também tocaram no palco São João da Virada Cultural da cidade de Sâo Paulo em 18 de maio de 2014 e em 03 de dezembro de 2017 fizeram o show de 30 anos de lançamento do primeiro álbum no Estrella Galícia Estação Rio Verde, com participações de André Abujramra, Thadeu Meneghini (Vespas Mandarinas), Théo Werneck, Daniel Werneck e Hanz Zeh.

## Discografia

### Álbuns
- 1987 - Estação Primeira
- 1989 - E Agora pra Dançar?
- 1997 - Tremeterra

### Coletâneas
- 1987 - Não São Paulo II